# Michalovka
Michalovka, auch Michalov (deutsch Michelsbrunn) ist eine zum Kataster Padesát Lánů gehörende Ansiedlung der Stadt Potštát in Tschechien. Sie befindet sich zwei Kilometer südlich von Potštát und gehört zum Okres Přerov.

## Geographie
Michalovka befindet sich am Südhang des Schneiderberges (569 m) am Rande des Truppenübungsplatzes Libavá in den Oderbergen. Der Ort liegt nördlich des Kohlwaldes an der Arthurslehne über den Tälern der Velička und ihres Zuflusses Bradelný potok. Im Südosten erhebt die Ziegenrippe (529 m), südlich die Juračka (589 m), im Südwesten der Kaltenhübel (622 m) sowie nordwestlich der Michelsbrunner Berg und der Ziegenhalsberg (583 m). Östlich liegt die Bodenstadter Felsenstadt, im Südosten die Reste der Burg Puchart.
Nachbarorte sind Potštát und Padesát Lánů im Norden, Kyžlířov im Nordosten, Partutovice und Střítež nad Ludinou im Osten, Boňkov im Südosten, Radíkov, Uhřínov und Středolesí im Süden, Kouty im Südwesten, Boškov im Westen sowie die Wüstungen Heřmánky und Milovany im Nordwesten.

## Geschichte
Das Zinsdorf Michelsbrunn wurde 1793 von Franz Graf Walderode von Eckhusen auf den Fluren eines aufgehobenen Meierhofes der Herrschaft Bodenstadt angelegt. Die Matriken werden seit 1786 in Bodenstadt geführt. Franz Graf Walderode von Eckhusen verstarb 1797. Alleinerbin des Familienfideikommisses und der Allodialgüter des damit im Mannesstamme erloschenen Grafengeschlechts Walderode von Eckhusen wurde seine Tochter Johanna Maria verwitwete Gräfin Renard. Diese verglich sich 1798 mit ihrem Neffen Joseph Graf Desfours und überließ ihm den böhmischen Teil des Fideikommisses. Nach Johanna Marias Tod fiel Desfours auch der mährische Anteil zu. Im Jahre 1816 bewilligte ihm Kaiser Franz I. die Vereinigung beider Adelshäuser zum Grafengeschlecht Desfours-Walderode. Er verpachtete die nach den Stadtbränden von 1787, 1790 und 1813 sowie durch Misswirtschaft heruntergewirtschaftete Herrschaft Bodenstadt 1816 für 15 Jahre an den Verwalter des Gutes Sponau, Joseph Hosch. Im Jahre 1834 lebten in den sieben Häusern von Michelsbrunn/Michalkow 28 Personen. Erwerbsgrundlage der meisten Einwohner war die Glashütte, die 188 Beschäftigte hatte und in sieben Öfen jährlich 1500 Schock unterschiedlicher Gläser produzierte. Daneben bestand auch eine Holzhandlung. Zusätzlich betrieben die Bewohner Landwirtschaft, die wegen der steinigen und trockenen Böden wenig ertragreich war und bauten vorwiegend Flachs an. Seit 1847 wurde der Ort auch als Michalov bezeichnet. Bis zur Mitte des 19. Jahrhunderts blieb das Dorf immer der Familienfideikommissherrschaft Bodenstadt der Grafen Desfours-Walderode untertänig.
Nach der Aufhebung der Patrimonialherrschaften bildete Michelsbrunn/Michalov ab 1850 einen Ortsteil der Gemeinde Poschkau in der Bezirkshauptmannschaft Mährisch Weißkirchen und dem Gerichtsbezirk Stadt Liebau. Ab 1868 bildete Michelsbrunn einen Ortsteil der Gemeinde Fünfzighuben/Padesát Lánů. Beim Zensus von 1921 lebten in der Gemeinde ausschließlich Deutsche. Nach dem Münchner Abkommen wurde Michelsbrunn 1938 zusammen mit Fünfzighuben dem Deutschen Reich zugeschlagen und gehörte bis 1945 zum Landkreis Bärn. Nach dem Ende des Zweiten Weltkrieges kam das Dorf wieder zur Tschechoslowakei zurück und die meisten deutschen Bewohner wurden vertrieben. 1947 entstand nordwestlich des Dorfes der Truppenübungsplatz Libavá. Zusammen mit Padesát Lánů wurde Michalovka 1952 in die Stadt Potštát eingemeindet.
Der Ort besteht heute aus elf Häusern, von denen nur zwei bewohnt sind.

## Sehenswürdigkeiten
- Kapellenruine, erhalten sind nur die Außenmauern[4]